# Козлиная песнь
«Козлиная песнь» — первый роман Константина Вагинова, рассказывающий о падении последнего поколения дореволюционной петербургской интеллигенции в советском Ленинграде. Считается «признанным шедевром ленинградской прозы 1920-х».

## Характеристика
Жанр романа трудно поддается определению. По мнению Михаила Бахтина, роман принадлежит к жанру мениппеи, также встречается вариант «роман с ключом». Тексту свойственны абсурд и остранение.
Основные события относятся к 1925—1927 годам, однако описываются эпизоды из прошлого, также Вагинов рассказывает, и какое будущее ждет героев. Главными героями книги являются философ Тептёлкин и неназванный по имени Неизвестный поэт, которые живут в Ленинграде 1920-х годов, и вращаются в кругу советской интеллигенции того времени. Вокруг Тептёлкина, переселившегося в Петергоф на заброшенную дачу с башней, складывается свой кружок.
Сюжет романа размыт, для композиции характерны временные сдвиги, лирические отступления, это цепочка пунктирно связанных эпизодов, множество линий развивается параллельно, в романе нарочно ослаблены сюжетность и фабульность. Но вкратце развитие истории можно охарактеризовать так: «провозглашая верность теням прошлого, в жизни они (главные герои) заняты постыдной подёнщиной, одержимы эротическим томлением и мучаются от несовпадения с новыми вкусами и нравами». Члены кружка, описанного в романе, считают себя последними представителями «гуманистической», «эллинистической» культуры, которой противостоит новое варварство. В финале же книги (особенно в 1-й и 3-й редакции) практически все персонажи терпят моральное поражение, некоторые умирают.
«В своей главной прозаической книге [Вагинов] наблюдает за тем, как осколки Серебряного века тонут в пошлости нового времени», — характеризует эту книгу Валерий Шубинский. В одной из немногих положительных рецензий 1920-х годов за авторством Ивана Сергиевского «Козлиная песнь» названа «поэтическим трактатом о гибели последнего поколения дореволюционной петербургской интеллигенции» и «определённым этапом на пути к овладению трудным жанром идеологического романа». «Вагинов не столько противопоставляет классическую культуру мещанскому быту, сколько показывает их общую неуместность в послереволюционной жизни. Автор близок к кругу обэриутов, и это отражается в языке „Козлиной песни“: остранённо-протокольный стиль сочетается с высокопарными символистскими пассажами, и оба регистра будто подчёркивают нелепость друг друга. Высокие устремления героев, и без того показанные с иронической дистанции, постепенно тонут в окружающей пошлости». По мнению исследователя, в книге был концентрированно выражен пафос диахронии, присущий филологам и философам круга Бахтина, а принцип прозы Вагинова — соединение высокой иронии с карнавальным гротеском. Вдобавок, в романе видят предвосхищение теории кэмпа.
Книга является продолжением долгой традиции русской литературы и своего рода интертекстом. «Исследователи отмечают в романе целый ряд многослойных влияний: „петербургский текст“ ⁠ русской литературы (прежде всего „Петербургские повести“ Гоголя), проза Андрея Белого (в основном — в стилистике и композиции), памятники эллинизма и итальянского барокко. Постоянна отсылка к „Жизни Аполлония Тианского“ Филострата. Наряду с этим несомненен диалог Вагинова с советской (прежде всего ленинградской) прозой 1920-х годов (от Олеши до Каверина, Добычина, Тынянова)».

## История создания и публикации
Работа над романом началась в 1926 году, но в итоге книга существует в нескольких редакциях:
1. 1927 год: сокращенная, журнальная, напечатана в 10-м номере журнала «Звезда».
2. 1928 год: книжная (изд. «Прибой», тираж 3 тыс. экз). Включает фрагменты и сюжетные линии, отсутствующие в первопечатном варианте, и отличается от него финалом.
3. 1928-9 годы: Вагинов продолжает вносить в текст изменения. Третья редакция была создана для 2-го издания романа, которое планировалось в Издательстве писателей в Ленинграде. Переработанный текст был опубликован только в 1991 году в рамках серии «Забытая книга»[5].

Роман был бурно принят в Ленинграде, многие узнали прототипов персонажей, осуждали авторские интонации. «Много разговоров о „Козлиной песни“ Вагинова, — записал после выхода книги в своем дневнике литератор И. Басалаев, — герои списаны чуть ли не со всех ленинградских писателей и поэтов, начиная с Блока и Кузмина и кончая Лукницким. Интерес к книге, разумеется, обостренный, втихомолку подсмеиваются друг над другом. А Вагинов ходит со скромным видом великодушного победителя».
После журнальной публикации ОГПУ обращает внимание на произведение как на «роман, идеологическая неприемлемость которого находится вне сомнения». Тем не менее, в 1928 году он выходит отдельной книгой, с переработанным текстом. Известно, что у цензоров было к книге отрицательное отношение, однако «по настоянию Москвы и совету отдела печати обкома (тов. Верхотурский) книга была все-таки выпущена». Большая часть тиража была уничтожена.
Готовясь ко второму отдельному изданию, в 1929 году Вагинов вносит в текст многочисленные правки и дополнения, вероятно, желая довести текст до совершенства и сгладить политически неблагонадежные и эстетически рискованные пассажи Кроме того, помимо двух предисловий, автор добавляет и третье. Сохранилось заявление Вагинова в Правление издательства писателей от 5 июня 1929 года: «На предложение Константина Александровича Федина издать роман „Козлиная песнь“ отвечаю полным согласием».
В 2019 году издательство «Вита Нова» опубликовало сопоставление разных редакций романа: в данном издании была «представлена генетическая транскрипция текста „Козлиной песни“, состоящая из двух регистров — рукописного и печатного: цветом выделены вставки и графически отмечены изъятия. В приложении помещены обстоятельные комментарии, написанные специально для этой книги».
Советская критика отрицательно отреагировала на произведение: «Идеологическая беспечность <…> ставит роман Вагинова вне пределов советской литературы»; «Он <роман> остается реакционным, несовременным романом, о несовременных писателях». Исключение составляла рецензия Ивана Сергиевского в «Новом мире», в которой «Козлиная песнь» названа «поэтическим трактатом о гибели последнего поколения дореволюционной петербургской интеллигенции» и «определённым этапом на пути к овладению трудным жанром идеологического романа». Реакцию эмигрантской критики характеризует отзыв отзыв Гулливера (общий псевдоним Владислава Ходасевича и Нины Берберовой): «Все действующие лица, так или иначе, развратничают и отличаются друг от друга только преимущественно „изысканными“ пороками. Правда, автор временами иронизирует над ними, но настолько слабо, что у читателя остаётся ощущение полного удовольствия, испытываемого автором от поведения героев».

## Действующие лица и прототипы
Исследовательница творчества писателя Татьяна Никольская пишет: «К вопросу о прототипах литературного произведения нужно всегда подходить осторожно. Сам Вагинов в (своем следующем) романе „Труды и дни Свистонова“ высмеивал кружок сплетников и сплетниц, для которых выявление знакомых в произведении писателя Свистонова заслоняло художественные достоинства романа, а в неопубликованном предисловии к „Козлиной песне“ подчеркивал, что живого человека нельзя целиком перенести в книгу».
| Персонаж                      | Описание                                                                                 | Прототип |
| ----------------------------- | ---------------------------------------------------------------------------------------- | --- |
| Автор                         |                                                                                          | |
| «Неизвестный поэт» (Агафонов) |                                                                                          | сам Вагинов. Однако смерть похожа на есенинскую. |
| Тептёлкин                     | философ. «Тептёлкин» было собирательным прозвище обывателя в кругу Бахтина — Пумпянского | Во многом прототипом послужил Лев Пумпянский (Бахтин указывал на это прямо) и его Невельский кружок 1924-6 гг.. Пумпянский был единственным, кто вслух заявил о своей обиде на книгу и разорвал отношения с Вагиновым. Кроме него, в персонаже отразился поэт Пётр Волков, переставший писать стихи под давлением жены. |
| Заэфратский                   | умерший к началу действия романа поэт и путешественник                                   | частично — Николай Гумилёв |
| Миша Котиков                  | исследователь творчества Заэфратского, дантист, поэт                                     | частично — писатель Павел Лукницкий, собиравший материалы о Николае Гумилёве. Также использованы черты Павла Медведева, который собирал материалы о Блоке и имел близкие отношения с его вдовой |
| Костя Ротиков                 | искусствовед, коллекционер пошлости                                                      | имеет черты переводчика Ивана Лихачёва |
| Свечин                        |                                                                                          | Свечина принято отождествлять с писателем Сергеем Колбасьевым, однако этот писатель после выхода книги с Вагиновым не поссорился, то есть сходства с собой не видел. |
| Сентябрь                      | поэт, был в Персии и в сумасшедшем доме, недавно стал футуристом                         | Венедикт Март |
| зайчёныш Эдгар                | маленький сын поэта Сентября                                                             | Иван Елагин(отец звал его «Залик») |
| Марья Петровна Далматова      | предмет любви Тептёлкина                                                                 | имеет черты пианистки Марии Юдиной, в которую был влюблен Пумпянский. |
| Наташа Голубец                | ее подруга, дочь бывшего генерала                                                        | |
| Ковалев                       | бывший корнет, бывший жених Наташи                                                       | брат Вагинова Алексей |
| Троицын                       | поэт                                                                                     | Всеволод Рождественский |
| Асфоделиев                    | критик                                                                                   | филолог П. Н. Медведев |
| Андриевский                   | философ                                                                                  | Михаил Бахтин |
| фармацевт                     |                                                                                          | биолог и философ И. И. Канаев |

## Основные издания
- Журнал «Звезда», № 10, 1927
- Конст. Вагинов. Козлиная песнь. Изд. «Прибой», 1928. 197 стр
- Константин Вагинов. Козлиная песнь (Goat song). NY, Silver Age, 1978[15]. 197 стр
- Вагинов К. Козлиная песнь. Труды и дни Свистонова. Бамбочада. Худож. лит-ра, 1989[16] (напечатана первая редакция романа)
- Вагинов К. Козлиная песнь. Труды и дни Свистонова. Бамбочада. Гарпагониада / Авт. ст., примеч. Т. Л. Никольская, примеч. В. И. Эрль. М.: Современник, 1991. (Серия «Забытая книга»). (Впервые напечатана третья редакция)
- Вагинов К. К. Козлиная песнь: Роман / Подготовка текста, коммент. Д. М. Бреслера, А. Л. Дмитренко, Н. И. Фаликовой. Статья Н. И. Николаева. Статья И. А. Хадикова и А. Л. Дмитренко. Ил. Е. Г. Посецельской. — СПб.: Вита Нова, 2019. — 424 с.: 34+45 ил. — (Рукописи). ISBN 978-5-93898-699-2[12]. (Сопоставление всех сохранившихся редакций)